# Dissotrocha hertzogi
Dissotrocha hertzogi är en hjuldjursart som beskrevs av Hauer 1939. Dissotrocha hertzogi ingår i släktet Dissotrocha och familjen Philodinidae. Inga underarter finns listade i Catalogue of Life.